# Nupserha fuscoapicalis
Nupserha fuscoapicalis là một loài bọ cánh cứng trong họ Cerambycidae.